# デーニッシュ・ブロホルマー
デーニッシュ・ブルホルマー（英： Danish Broholmer）とは、デンマーク原産の牧牛犬種である。単にブロホルマーと呼ばれることもある。別名はデーニッシュ・マスティフ（英：Danish Mastiff）初期の旧称はロイヤル・スラクターフンド（現在は使われていない）。

## 歴史
16世紀にイギリス王室から寄贈された数つがいのイングリッシュ・マスティフが本種の基礎になっている。これとデンマーク産の犬種を数種類交配させて作出された。尚、改良の際に気性が穏やかなもののみを選択して繁殖を行ってきたため、海外では現在も大人しい性格の犬種として名高い。
ブロホルマーは旧称の通り、王室で牧牛犬として使われていた。もともとは王家の者しか飼育できない特別な犬種であったが、時が経つに連れて貴族や一般階級の人にも飼育されるようになっていった。そして牧牛犬としてだけでなく番犬としても広く使われるようになり、人気を得た。
然し2度の世界大戦により頭数は激減し、一時は絶滅宣言が出されてしまったこともあった。だが、この宣言を不服としたニルス・フレデリック・セーヘステット伯爵という愛好家がデンマークのケネルクラブに再生活動を提案し、それを受けて1974年に純血の犬の捜索活動が開始された。伯爵本人も参加してデンマーク中を飛び回り、その結果2頭の純血犬と数十頭の純血にとても近い犬を発見するに至った。この犬たちをもとにブリーディングを行い、他犬種の特徴を取り除いて種として復活することが出来た。そしてスタンダード（犬種基準）がしっかり固定された1982年にFCIに公認犬種として登録された。この伯爵の功績を記念し、本種に伯爵の出身地（フュン島ブロンホルム地方）にちなんだデーニッシュ・ブロホルマーという名が正式名称としてつけられ、後世にその功績が伝えられるようにという犬種クラブと愛好家の感謝の思いが込められた。
現在ブロホルマーはヨーロッパで人気のある犬種で、ペットやショードッグとして多く飼育されている。実用犬として飼育されるものは年々減少傾向にあるが、人気は増加傾向にある。

## 特徴
マスティフ種の血を引く犬ではあるが、それほどがっしりしすぎた体型をしていない。筋肉質で引き締まった体つきで、脚とマズルは太く長い。顔つきは優しく、口角はやや上がっている。首も長めで、耳は折れ耳、尾は太い垂れ尾。コートはスムースコートで、毛色はフォーンやレットなどの単色にホワイトのパッチが入ったもの。ブラックマスクを持つ犬もいる。体高は雄75cm前後、雌70cm前後で、体重は雌雄共に50～60kgの大型犬。性格は温和で優しく、友好的で平和主義を持つ。攻撃的な性格は無く、他の犬とも仲良くすることができる他、子供と遊ぶのも好きである。極端に攻撃することを嫌う性質のブロホルマーではあるが、家族に重大な危機が迫ったと感じた時のみに限って相手を攻撃する。飼育しやすい犬ではあるが、力が強いため制止が利くようにしっかりとしつけておく必要がある。運動量は多めである。